# Jozef Kresánek
Jozef Kresánek (20. prosince 1913 Čičmany – 14. března 1986 Bratislava) byl slovenský muzikolog a hudební skladatel.

## Život
Po maturitě na gymnáziu v Trenčíně v roce 1932 studoval na Pražské konzervatoři skladbu u Rudolfa Karla. V letech 1937–1939 pokračoval mistrovskou školou u Vítězslava Nováka. Vedle toho studoval na Filozofické fakultě Univerzity Karlovy hudební vědu a estetiku. Jeho profesory byli Zdeněk Nejedlý, Josef Hutter, Otakar Zich a Jan Mukařovský. V roce 1939 získal titul doktora filosofie.
Stal se profesorem na Slovenském mužském učitelském ústavu v Prešově. V letech 1940–1943 pracoval jako referent hudebního odboru Matice slovenské v Turčianském Svätém Martině. Od roku 1944 až do své smrti pak působil jako pedagog na Katedře hudební vědy Filozofické fakulty Univerzity Komenského v Bratislavě. V roce 1953 byl jmenován docentem, v roce 1963 profesorem a v roce 1970 získal titul DrSc. V letech 1956–1964 působil také jako externí ředitel Ústavu hudební vědy Slovenské akademie věd.
Ve dnech 9.–11. října 2013 byla v Bratislavě uspořádána hudebněvědná konference pod názvem „Jozef Kresánek – inšpiratívna osobnosť slovenskej hudobnej kultúry“.

## Dílo

### Muzikologie
Mezi jeho hlavní muzikologická díla patří:
- Slovenská ľudová pieseň zo stanoviska hudobného (1951, 1997)
- Sociálna funkcia hudby (1961)
- Základy hudobného myslenia (1977)
- Tonalita (1983)
- Tektonika (1994)
- Úvahy o hudbe (1965)
- Úvod do systematiky hudobnej vedy (1980)
- Národný umelec Eugen Suchoň (1961, 1978)
- Hudba a človek (1992, 2000)
- Hudobná historiografia (1981, 1992).

### Opera
- Kremnické zlato (frag. 1945)

### Orchestrální skladby
- Tri piesne op. 1 pre tenor a orchester (1935–1937, text Pavol Országh Hviezdoslav, Ján Kalinčiak, Ondrej Bella)
- Hore ho! (kantáta pro sóla, sbor a orchestr, text P. O. Hviezdoslav, 1937)
- Pochod 1944 pre orchester (1945)
- Orchestrálna suita č. 1 (1951)
- Orchestrálna suita č. 2 (1953)
- Prelúdium a toccata (1960)
- Tri piesne pre basbarytón a sláčiky (text Ivan Krasko, 1975)
- Divertimento (1981)
- Rapsódia (1984)

### Klavírní skladby
- Klavírna suita č. 1 op. 2 (1936)
- Elégia (1943)
- Scherzo (1943)
- Klavírna suita č. 2 (1949)
- Zbojnícka balada (1951)
- Tri poémy (1981)
- Rubato e con brio (1985)

### Komorní skladby
- Etuda pre husle a klavír (okolo 193?)
- Husľová suita č. 1
- Husľová suita č. 2 "Mládežnícka" (1951)
- Klavírne trio (1939)
- Sláčikové kvarteto (1935)
- Meditácia pre sláčikové kvarteto (1985)
- Klavírne kvinteto (1975)

### Písně
- Sklesol orol (frag., 1938)
- Spevník 18 ľudových piesní (1944)
- To je vojna! (1956, slova Martin Rázus)
- Štyri piesne na poéziu 19. storočia (1972, text J. Kalinčiak, Janko Kráľ, Svetozár Hurban-Vajanský, Samo Tomášik)
- Som iba člověk. Päť piesní pre mezzosoprán (tenor) a klavír na slová Štefana Žáryho (1980)

### Sbory
- Tri ľudové piesne pre miešaný zbor (1940)
- Venovania (text M. Rúfus, Július Lenko, Valentín Beniak)
- Hodno bolo spievať (1937, text M. Rázus)
- Pieseň o peknom svete (1945)
- Pieseň jari (1953, text P. O. Hviezdoslav)
- Piesne dolnozemských Slovákov (1956)
- Prírodné impresie (1984, text Viliam Turčány)